# Kochav ha-Cafon

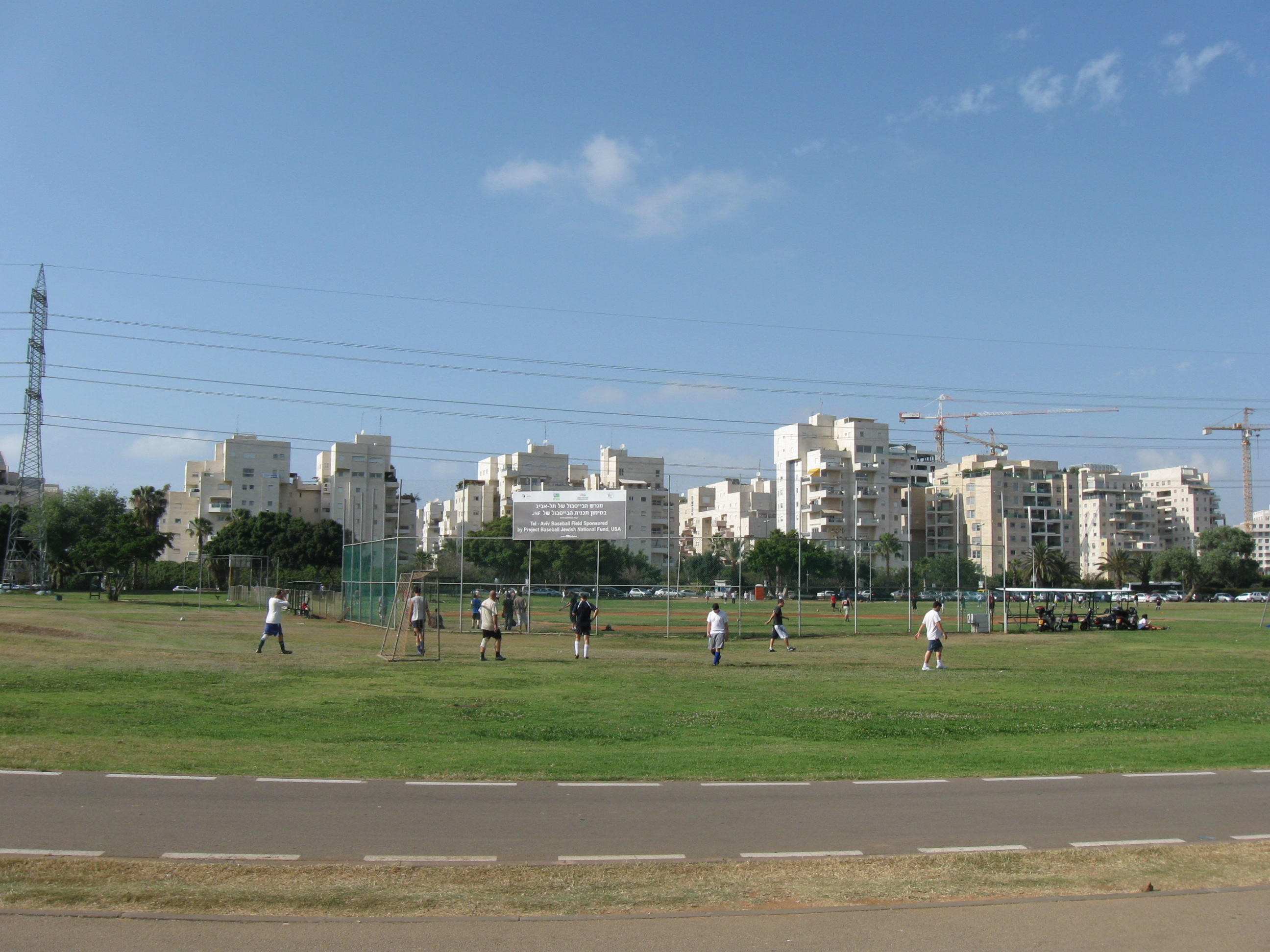
park Jarkon a zástavba ve čtvrti Kochav ha-Cafon

Kochav ha-Cafon (hebrejsky: כוכב הצפון, doslova Severní hvězda, tedy Polárka) je čtvrť v severozápadní části Tel Avivu v Izraeli. Je součástí správního obvodu Rova 1 a samosprávné jednotky Rova Cafon Ma'arav.

## Geografie
Leží na severním okraji Tel Avivu, cca 1 kilometr od pobřeží Středozemního moře, na severním břehu řeky Jarkon, v nadmořské výšce okolo 20 metrů. Dopravní osou je dálnice číslo 2 (Derech Namir), která prochází po jejím východním okraji. Na východě sousedí s čtvrtí Kirjat ha-Muze'onim, na jihu s parkem Jarkon, na západě leží Telavivský přístav, na severu čtvrť Lamed a letiště Sde Dov.

## Popis čtvrti
Plocha čtvrti je vymezena na severu ulicí Sderot Šaj Agnon, na jihu třídou Sderot Rokach, na východě Derech Namir, na západě Ibn Gabri'ol. Zástavba má charakter vícepodlažních obytných budov. V roce 2007 tu žilo 2 605 obyvatel. 